# Hasičova fontána
Hasičova fontána je historické pítko nacházející se v Slatingtonu, Lehigh County, Pensylvánie. Sloužila jako zdroj pitné vody pro lidi, koně a psy a jako symbol dobrovolné služby. Byla postavena v roce 1909 a je 12 stop vysoká, se sedm stop a 3 palce vysokou zinkovou sochou dobrovolného hasiče držícího dítě v levé ruce a lucernu v pravé (lucerna v noci svítí). Socha ze zinku byla vyrobena ve J. W. Fiske & Company podle návrhu sochaře Caspara Buberla. Cena fontány byla 700 dolarů. Byla zrestaurována v roce 1979, poté, co byla nabourána automobilem v roce 1940 a opět v říjnu 1979 a poškozena. Na opravu se v krátké době složili lidé z širokého okolí.
Byla zařazena do národního registru historických míst v roce 1981.